# Lichthoven
Lichthoven is een complex in Eindhoven en vervangt het oude postkantoor gelegen aan het stationsplein van Station Eindhoven Centraal. Het hoofdgebouw, The Social Hub Eindhoven, staat met zijn hoogte van 76 meter in de top tien van hoogste gebouwen van Eindhoven. Met de vestiging van dit studentenhotel wordt ingespeeld op het groeiende aantal buitenlandse studenten die zich inschrijven aan met name de Technische Universiteit Eindhoven. Achter het hoofdgebouw zijn nog zeven lagere kantoorgebouwen op het terrein gebouwd.

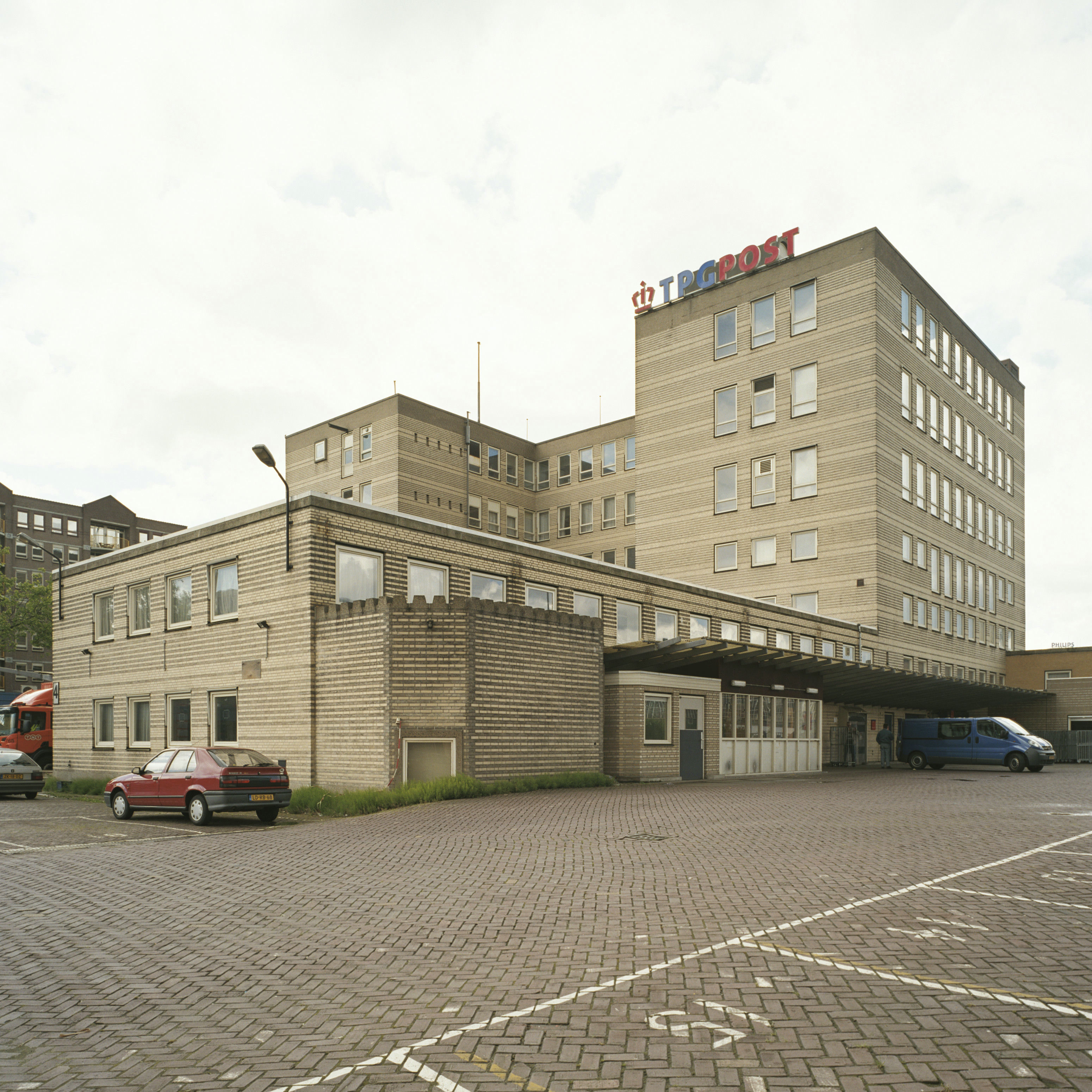
Het voormalige stationspostkantoor in 2006.

De Admirant · BunkerToren · Eurostaete · Kennedytoren · Lichthoven (The Social Hub) · Lighthouse · Onyx · Porthos · De Regent · Trudo Toren · Vestedatoren